# Franciszek Karliński
Franciszek Michał Karliński (ur. 4 października 1830 w Krakowie, zm. 21 marca 1906 tamże) – polski astronom i meteorolog.

## Życiorys
Urodzony w rodzinie rzemieślniczej. Syn Łukasza i Józefy z Grudnickich. Ukończył się w Gimnazjum św. Anny, studiował na Uniwersytecie Jagiellońskim. Studia matematyczne uzupełnił w Instytucie techniczno-przemysłowym. W latach 1851–1855 adiunkt przy krakowskim obserwatorium astronomicznym. W latach 1855–1862 pracował na Uniwersytet Karola w Pradze.
W latach 1862–1902 był dyrektorem Obserwatorium Astronomicznego Uniwersytetu Jagiellońskiego. Prowadził obserwacje położenia komet i planetoid (obliczał również orbity), badania meteorologii i gwiazd zmiennych. W 1866 opracował kod, którym posługiwano się na całym świecie, przy rozsyłaniu telegramów o odkryciach planetoid i komet do astronomicznych obserwatoriów. W 1902 przeszedł w stan spoczynku i z tej okazji został odznaczony Orderem Korony Żelaznej III klasy.
Od 1857 członek korespondent Towarzystwa Naukowego krakowskiego, a po przekształceniu go w Akademię Umiejętności członek czynny. W roku 1866 przyznano mu tytuł doktora honoris causa Uniwersytetu Jagiellońskiego.
Ojciec ministra kolei żelaznych Leona Karlińskiego oraz lekarza Justyna Karlińskiego. Pochowany na cmentarzu Rakowickim w Krakowie (kwatera VI, narożnik płn.-wsch.).

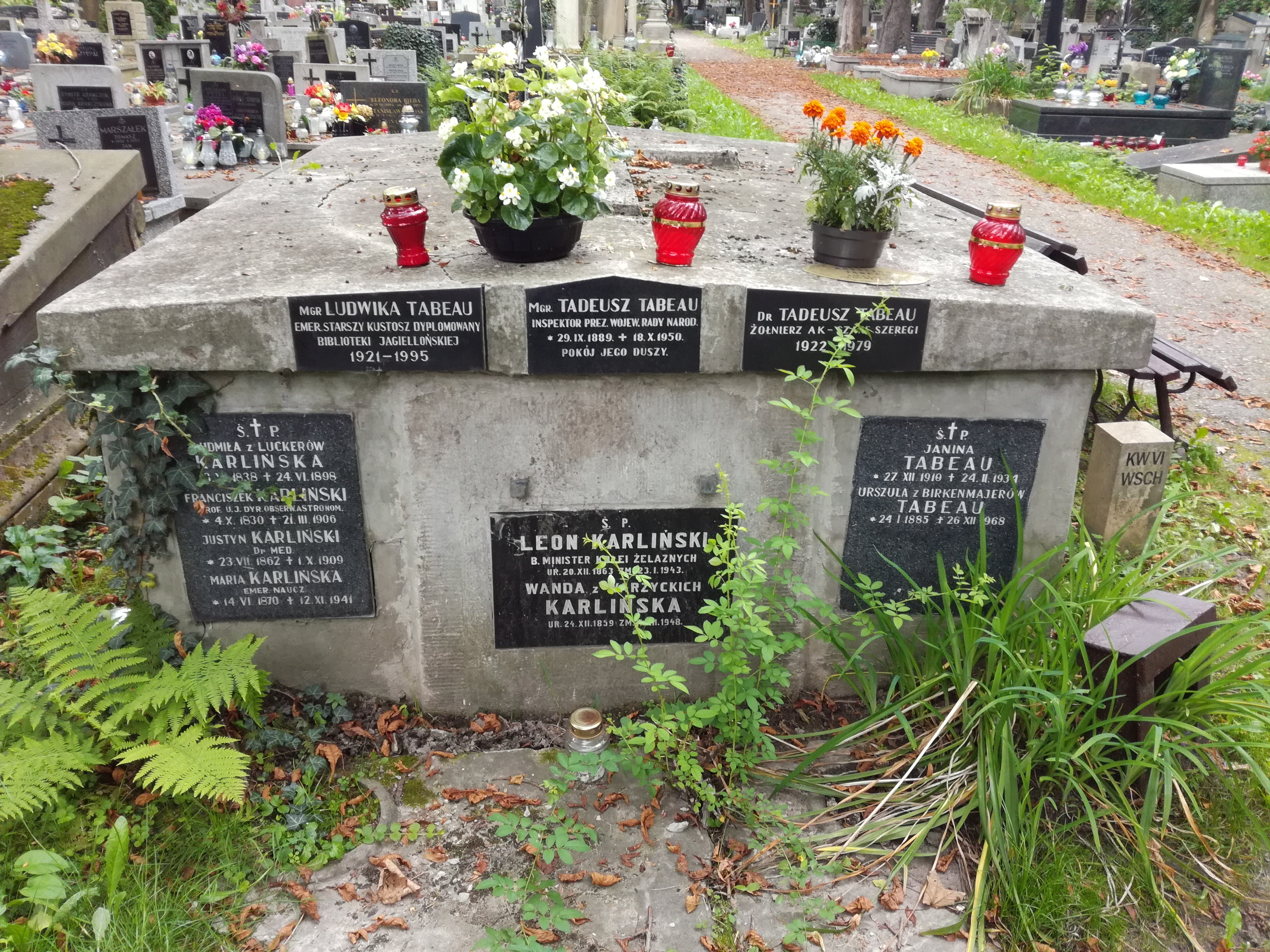
Grobowiec Karlińskich na cmentarzu Rakowickim w Krakowie